# كينغ كوركوران
كينغ كوركوران (بالإنجليزية: King Corcoran)‏ هو لاعب كرة قدم أمريكية أمريكي، ولد في 6 يوليو 1943 في جيرسي سيتي في الولايات المتحدة، وتوفي في 19 يونيو 2009 في تاكوما بارك في الولايات المتحدة.

## وصلات خارجية
- كينغ كوركوران على موقع مرجع كرة القدم المحترفة.كوم (الإنجليزية)